# Apprenti papa
Pour plus de détails, voir Fiche technique et Distribution.
Apprenti papa (Ahí te encargo) est une comédie romantique mexicaine réalisée par Salvador Espinosa. Le scénario a est écrit par Leonardo Zimbrón et Tiaré Scanda (es). Les deux rôles principaux sont tenus par Esmeralda Pimentel et Mauricio Ochmann. Il est sorti le 2 octobre 2020 en streaming sur Netflix.

## Synopsis
Álex, un jeune agent publicitaire créatif, est marié depuis trois ans avec Ceci, une brillante avocate passionnée par le travail et à qui son patron sans enfants veut céder sa société à sa retraite prochaine. Álex désire à tout prix devenir papa, mais pour Ceci, il en est hors de question, son avenir professionnel étant une priorité absolue. 
Alors que le sujet divise le couple, Álex sympathise avec Alicia, une jeune serveuse de 17 ans de son quartier d'affaires, à qui il confie son besoin d’enfant. Un jour, Alicia lui colle dans les bras son petit garçon d’un an, Alan, lui demande de le garder trois jours et prend la fuite. Álex, surpris par l’événement, n’a pas le temps de refuser. Très embarrassé par l’invité surprise, il n’a aucune idée de la manière de s’en occuper, se voit obligé de le cacher à l’agence de publicité où il travaille, et surtout de le cacher à sa femme Ceci quand il rentre chez lui. Alicia ne donne plus signe de vie, mais quand il la retrouve après de difficiles recherches, celle-ci lui confie qu’elle a une tumeur au cerveau, qu’il lui reste peu de temps à vivre et qu’elle veut lui donner son bébé en adoption. Ceci, promise à une carrière professionnelle prestigieuse, d’abord à Hong Kong, reste intransigeante sur son refus d’être mère, ce qui mène le couple à une impasse complète.

## Fiche technique
- Titre : Apprenti papa
- Titre original : Ahí te encargo
- Titre anglais : You've Got This
- Société de production : Netflix
- Durée : 111 minutes[3]
- Date de sortie : 2 octobre 2020

## Distribution
Liste d'acteurs du film :
- Esmeralda Pimentel : Ceci, Cecilia
- Mauricio Ochmann : Álex, Alejandro
- Regina Reynoso : Alicia, la mère du bébé
- Matteo Giannini : Alan, le bébé
- Verónica Langer, Rosaura, la mère d'Álex
- Juan Martín Jáuregui (es), Rafa, le collègue de bureau d'Álex
- Montserrat Marañón (es), Sylvia (« Mussolini »), la patronne de l'agence publicitaire
- Fernando Becerril (en) : Don Gonzalo, le patron de l'entreprise de Ceci
- Moisés Arizmendi (es) : Guillermo, l'associé de Don Gonzalo
- Tiaré Scanda (es) : Ana
- Tato Alexander : Karime
- Gustavo Morales : le vendeur de hot-dogs
- Arlet Gamino : la jeune employée de la pharmacie
- Regina Herrera : la petite fille Urquiza
- Mariana Orta : le réceptioniste de l'hôtel
- Kevin Bertram : Mario
- Verónica Bravo : Mila
- Carolina Contreras : Graciela
- Rossana de León : Majo
- Mariana Cabrera : Jackie
- Ana Abarca : Soco
- Cynthia Agatón : Laurita
- Julieta Delira : Lorena
- Ángel Enciso : Mike
- José Daniel Figueroa : Carlos
- Norma Pablo : Pili
- Daniel Sánchez Reza : Lic. Urquiza
- Alicia Sandoval : Casera
- Estrella Solís : Linda
- Pía Watson : Bety